# Il fulminato
Il fulminato (L'Électrocuté) è un cortometraggio muto del 1911 diretto da Camille de Morlhon.

## Trama
Un elettricista, attivando degli elettrodi, riporta in vita il corpo di un cuoco.

## Produzione
Il film fu prodotto dalla Pathé Frères con la sigla S.C.A.G.L.

## Distribuzione
Distribuito dalla Pathé Frères, uscì nelle sale cinematografiche francesi nel 1911.